# 茨城県道255号鹿島港線
茨城県道255号鹿島港線（いばらきけんどう255ごう かしまこうせん）は、茨城県神栖市から鹿嶋市に至る県道（一般県道）で、鹿島港に連絡する道路である。

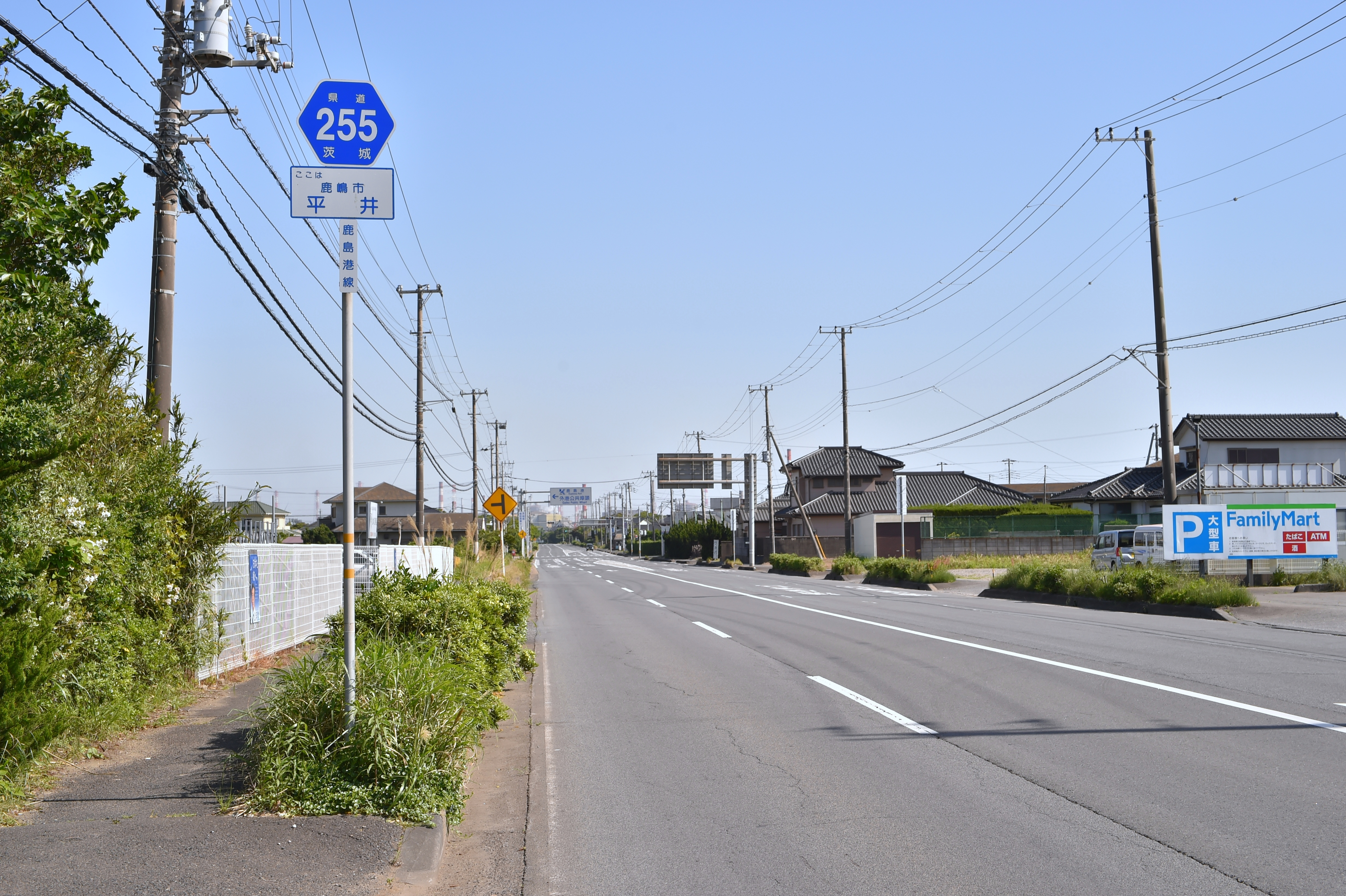
茨城県道255号鹿島港線
鹿嶋市大字平井（2024年5月）

## 概要
国道51号と鹿島臨海工業地帯の高松地区を結ぶ、経済・産業を支える重要な路線。神栖市光の鹿島港中央航路付近から鹿嶋市明石の国道51号に接続する一般県道で、路線ルートの大部分が鹿島灘の海岸沿いを辿る。
起点付近と終点付近の両端とも、旧道と現道の2つルートが存在する。
起点付近において粟生交差点から以南が、日本製鉄東日本製鉄所鹿島地区へ向かう旧道と、鹿島港魚釣園方面に向かう現道の2つのルートがある。
終点付近において鹿嶋市大字下津より以北が、国道51号旧道（明石交差点）で接続する旧道と、国道51号鹿嶋バイパス（スタジアム北交差点）で接続する現道がある。

### 路線データ
- 起点：茨城県神栖市大字居切字海岸砂地1909-23番地（鹿島港）[1]
- 終点：茨城県鹿嶋市明石（国道51号交点）
- 総延長：13.010 km[2]
- 重用延長：0.120 km[2]
- 未供用延長：なし[2]
- 実延長：12.890 km[2]
- 自動車交通不能区間延長[注釈 1]：なし[2]

## 歴史
1966年（昭和41年）、前身にあたる県道波崎鹿島線が鹿島港の航路建設で分断されることにより路線を廃止し、鹿島港より北側部分にあたる区間（南側残存区間は県道深芝浜波崎線となる）を新たな一般県道として、鹿島郡神栖村大字居切浜を起点とし、鹿島郡鹿島町大字明石（現、鹿嶋市明石）の終点まで至る区間を茨城県が県道路線認定した。1995年（平成7年）に、整理番号変更により現在の整理番号255となり、現在に至る。

### 年表
- 1959年（昭和34年）10月14日：前身にあたる県道波崎鹿島線が路線認定される[3]。
- 1966年（昭和41年）6月1日
  - 現在の路線である鹿島港線（鹿島郡神栖村大字居切浜 - 鹿島郡鹿島町大字明石）が路線認定される[4]。
  - 道路の区域を茨城県神栖村大字居切浜から同郡鹿島町大字明石 一般国道51号線交点までとし、供用開始[5]。
  - 同時に、前身路線にあたる波崎鹿島線を廃止[6]。
- 1969年（昭和44年）4月28日：鹿島港建設による路線の一部区間（延長720 m）廃止に伴い、起点を鹿島郡神栖村大字居切字堀割土揚場から移動し、鹿島郡神栖村大字居切字浜野 - 同郡鹿島町大字明石一般国道51号交点の路線（延長8.097 km）に変更[7]。
- 1973年（昭和48年）12月27日：鹿島郡鹿島町大字泉川字北浜山 - 同字南浜山の新道（604 m）を供用開始[8]。
- 1974年（昭和49年）10月21日：鹿島郡鹿島町大字国末 - 大字泉川の新道（2.059 km）が供用開始され、同区間の旧道（1.563 km）が指定解除される[9]。
- 1978年（昭和53年）11月27日：鹿島町大字粟生 - 大字平井間を都市計画事業化（鹿島臨海都市計画道路 3・4・16号 粟生浜清水線）[10]。
- 1984年（昭和59年）4月2日：神栖町大字居切（鹿島港） - 鹿島町大字粟生（粟生交差点）の旧道付け替え道路区間（4.0795 km）が開通[11]。
- 1986年（昭和61年）3月17日：住友金属工業にかかる鹿島郡神栖町大字光 - 同郡鹿島町大字粟生の旧道の一部区間（2.153 km）を不要地処分にする[1]。
- 1990年（平成2年）11月13日：鹿島町大字粟生（粟生交差点） - 大字平井（郵便局前）の現道区間を4車線化供用開始[12]。
- 1992年（平成4年）11月24日：鹿島町大字明石（国道51号 - 現道交点）地内のバイパスの一部（0.3 km）が開通[13]。
- 1995年（平成7年）3月30日：整理番号378から現在の番号（整理番号255）に変更される[14]。
- 1999年（平成11年）8月5日：鹿嶋市大字下津から同市大字小宮作までのバイパスの一部（約1.4 km）が開通する[15]。
- 2002年（平成14年）4月25日：国道51号鹿嶋バイパス開通に伴い、同国道に接続する鹿嶋市大字明石のバイパス区間の一部（0.809km）が開通する[16]。
- 2010年（平成22年）2月18日：鹿嶋市粟生交差点からの旧道区間の一部（690 m）が区域除外され、旧道が延長470 mに短縮される[17]。
- 2011年（平成23年）11月9日：鹿嶋市大字下津地内の一部バイパス（約0.8 km）の開通により、バイパスが全線開通する[18]。
- 2019年（令和元年）7月31日：鹿嶋市平井（鹿嶋エコプラント前） - 同市明石（スタジアム北交差点）を、通行する車両の高さの最高限度4.1 mの道路、および国際コンテナ車[注釈 2]の重量・長さ上限を引き上げる道路に指定[19]。

## 路線状況

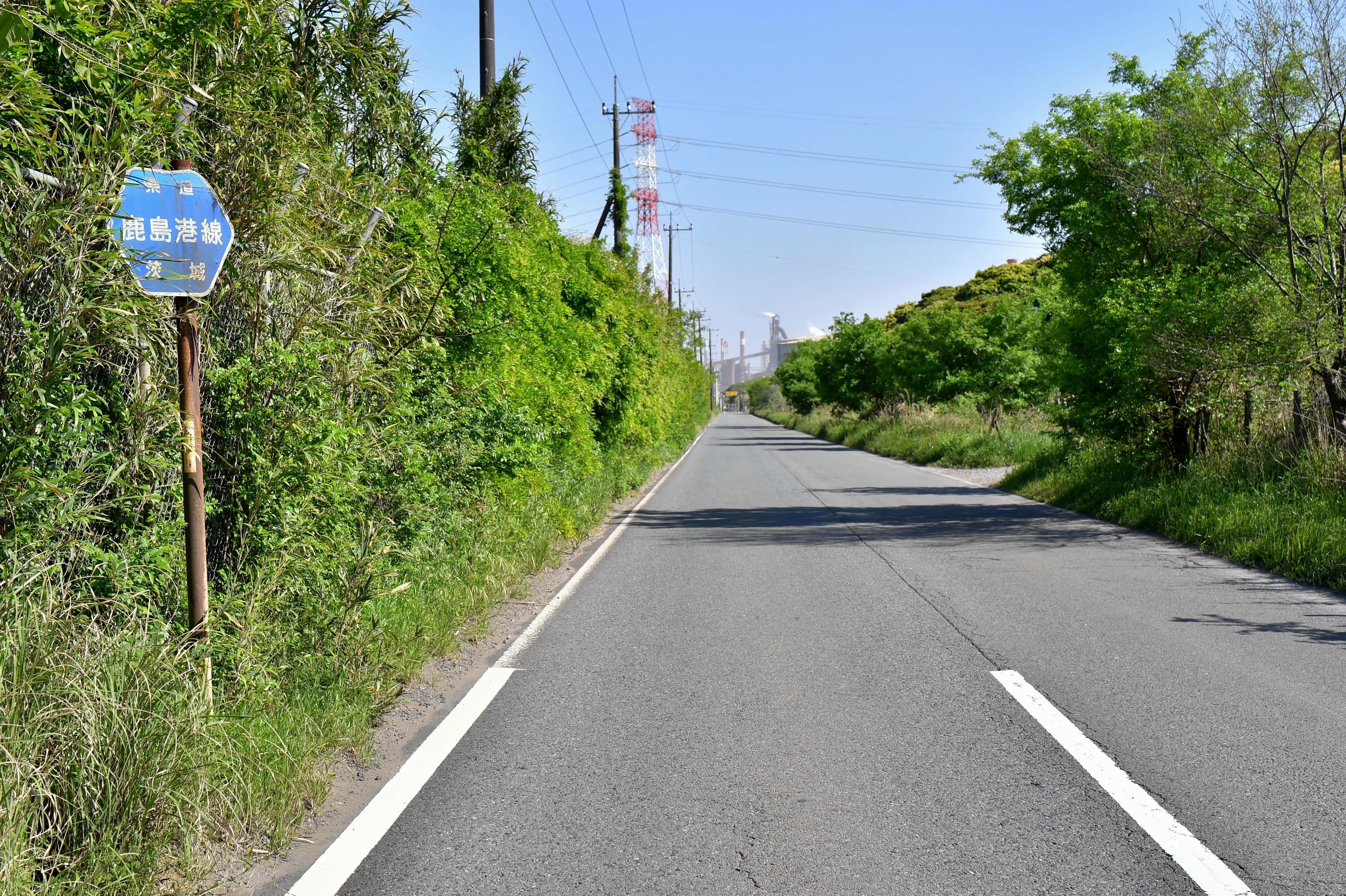
鹿嶋市大字光に所在する旧道区間（2024年5月）

主要な区間は都市計画道路 粟生浜清水線であり、4車線（片側2車線）で整備された産業道路である。鹿島臨海工業地帯に直結する路線であることから、産業や物流関係の大型車の通行が多い。起点から鹿嶋市新浜地区までの区間は、対向2車線（片側1車線）である。鹿嶋市下津から明石（国道51号旧道交点）までの旧道区間は2車線の道路であったが、国道51号鹿嶋バイパスの開通に伴ない、鹿嶋市下津から終点・鹿嶋バイパス交点まで本県道のバイパスが4車線にて整備されている。
道路法の規定に基づき、鹿嶋市平井南（鹿嶋市道交差） - 同市明石（スタジアム北交差点）間は、緊急輸送道路として機能を維持するため、災害発生時の被害拡大防止を目的に道路用地内に電柱を建てることが制限されている。

### 道路施設
- 平井歩道橋（鹿嶋市大字平井）
- 明石陸橋（鹿嶋市明石） - 国道51号旧道（現：鹿嶋市道）と立体交差する陸橋。

## 地理

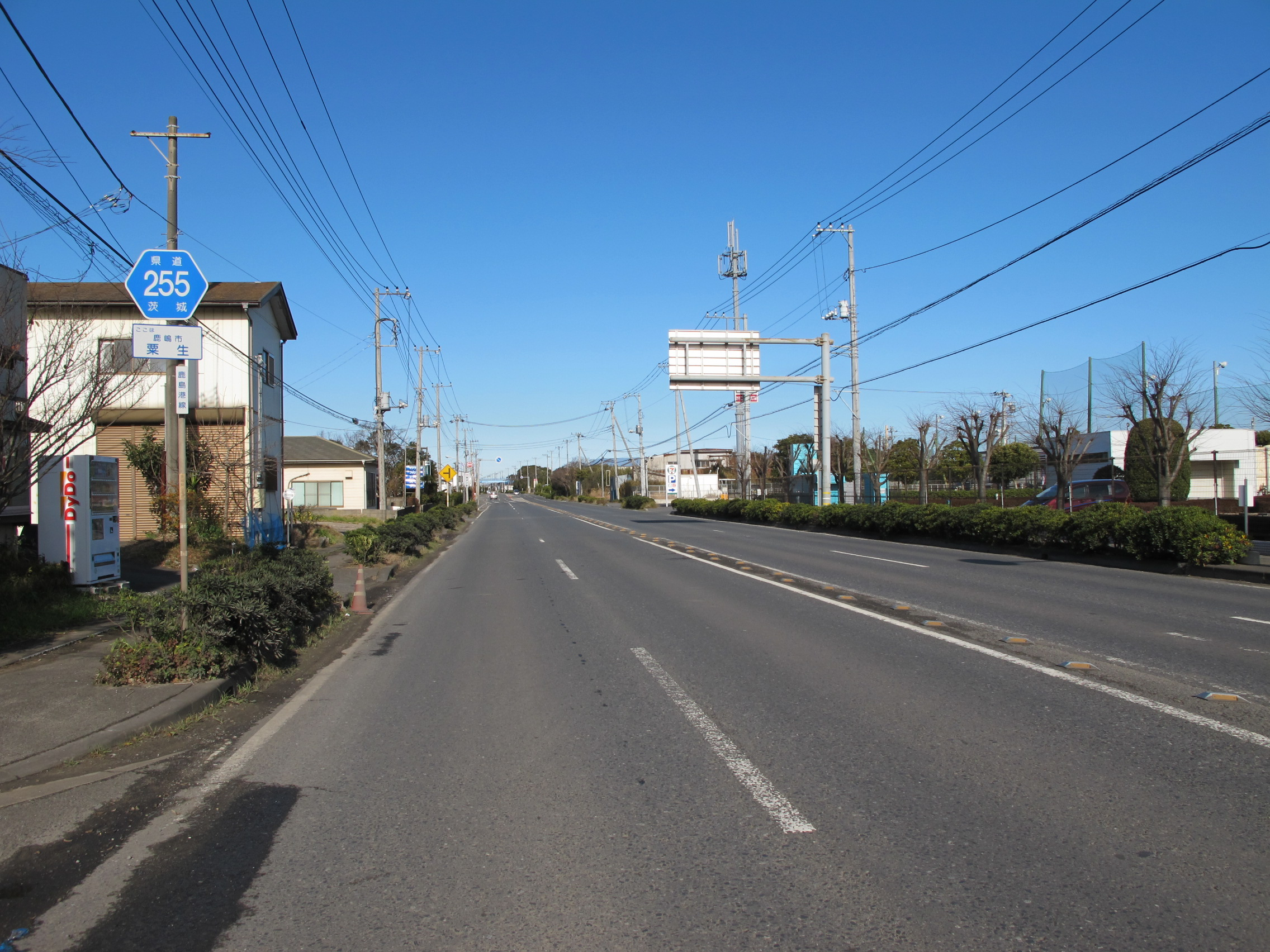
鹿嶋市粟生（2013年1月）

### 通過する自治体
- 茨城県
  - 鹿嶋市 - 神栖市

### 交差する道路
- 国道51号鹿嶋バイパス（鹿嶋市明石 スタジアム北交差点）
- 国道51号（鹿嶋市明石 明石交差点）
- 茨城県道239号粟生木崎線（鹿嶋市粟生 粟生交差点）

### 沿線
- 鹿島アントラーズクラブハウス（鹿嶋市粟生）
- 高松緑地公園（鹿嶋市光）
- 日本製鉄東日本製鉄所鹿島地区（鹿嶋市光）
- 日本製鉄鹿島火力発電所
- 日鉄ステンレス鹿島製造所（鹿嶋市光）
- 日鉄鋼管鹿島製造所
- 中央電気工業鹿島工場
- エア・ウォーター鹿島工場
- 鹿島共同火力鹿島共同発電所（鹿嶋市新浜）
- 鹿島港魚釣園（鹿嶋市新浜）